# Bill van Auken
Bill Van Auken (13 de enero de 1950- ) es un político, reportero, escritor y activista del Socialist Equality Party. Actualmente, reside en la ciudad de Nueva York y es reportero a tiempo completo del World Socialist Web Site, centro en línea de noticias e información del Comité Internacional de la Cuarta Internacional (CICI), centrándose en América Latina. Para este, edita y escribe sobre el movimiento trostkista en Latinoamérica y sobre las operaciones imperialistas de Estados Unidos.
Fue candidato a la presidencia en las elecciones estadounidenses de 2004, donde quedó en 15.ª posición, recibiendo 1.857 sufragios.En noviembre de 2006, Van Auken se presentó al escaño del Senado estadounidense que ocupaba Hillary Clinton; acabó en quinto lugar, con 11.071 votos. En las elecciones presidenciales estadounidenses de 2008 fue candidato a la vicepresidencia por el mismo partido.